# Émile Poulat
Émile Poulat (Lyon, 13 de junio de 1920 - París, 22 de noviembre de 2014) fue un historiador y sociólogo francés.

## Biografía
Fue director de estudios de la Escuela de Estudios Superiores en Ciencias Sociales de París, director de investigaciones en el Centro Nacional para la Investigación Científica de Francia e historiador de la Iglesia católica contemporánea. Fue uno de los fundadores contemporáneos de la sociología de la religión y director y miembro de comités de redacción de varias revistas. Se especializó en el tema de la crisis modernista y se interesó en la masonería y el laicismo.
En 1995 recibió un doctorado honoris causa de la Universidad Laval, de Quebec. En diciembre de 2012 fue nombrado oficial de la Legión de Honor por el presidente de la República Francesa, François Hollande.
Falleció en París el 22 de noviembre de 2014.

## Obra
- Poulat, Émile (1969). Integrisme et catholicisme intégral. París: Casterman.
- Poulat, Émile (1977). Catholicisme, démocratie et socialisme. París: Casterman.
- Poulat, Émile (1977). Église contre bourgeoisie. París: Casterman.
- Poulat, Émile (1986). L'Église, c'est un monde. París: Éd. du Cerf.
- Poulat, Émile (1988). Liberté, laïcité. La guerre des deux France et le principe de la modernité. París: Éd. Cujas.
- Poulat, Émile (1994). L'Ère postchrétienne. París: Flammarion.
- Laurant, J.-P. & Émile Poulat (1994). L'Anti maçonnisme catholique. Les francs-maçons, par Mgr de Ségur. París: Berg International.
- Poulat, Émile (1997). La solution laïque et ses problèmes. París: Berg International.
- Poulat, Émile (2003). Notre laïcité publique. París: Berg International.

Traducciones al español
- Poulat, Émile (2012). Nuestra laicidad pública. Traducción de Roberto J. Blancarte.